# ФК Хазар Ленкоран
ФК „Хазар“ (на азербайджански Xəzər Lənkəran Futbol Klubu, Хазар Ленкеран Футбол Клубу) е азербайджански футболен отбор от град Ленкеран.
Играе в Азербайджанската висша лига и е 3-кратен носител на купата на страната. Тимът е и шампион на Азербайджан през 2007.

## Успехи
- Шампион на Азербайджан (1): 2006–07
- Носител на Купата на Азербайджан (3): 2006–07, 2007–08, 2010–11
- Купа на съдружествата (1): 2008

## Съперничество сПФК Нефтчи Баку
Често има съперничество между най-силните отбори в Азербайджан. Това важи с пълна сила за Хезер и Нефтчи Баку. Неслучайно и мача между тях е известен като Böyük Oyun (Големия мач). В днешни дни често ставаме свидетели на това дерби след като двата тима се срещат често в срещите от първенството.

### Български футболисти
- Мартин Станков: 2004/07 - (31 мача - 0 гола)
- Костадин Джамбазов: 2007/09 - (45 мача - 3 гола)
- Радомир Тодоров: 2007/10 - (95 мача - 1 гол), 2012/13 - (41 мача - 0 гола)
- Иван Цветков: 2008/10 - (50 мача - 22 гола)
- Галин Иванов: 2014 - (15 мача - 6 гола)

## Известни футболисти
- Емин Гулиев
- Бето